# Talipotpalm
Talipotpalmen (Corypha umbraculifera) är en art i familjen palmer som förekommer på Sri Lanka.
Palmerna är högväxta med stora, solfjäderlikt delade blad och har en flerfaldig användning. Av bladen, som nå en högst betydlig storlek - bladskivorna är ända till 5,3 meter långa och 4,1 meter breda -, görs sol- och regnskärmar. Dessutom används bladen till taktäckning. Bladknopparna äts som palmkål.